# Cyrtostachys
Cyrtostachys es un género con 11 especies de plantas con flores perteneciente a la familia  de las palmeras Arecaceae; pueden ser monocaules o multicaules, tallos muy marcados por las cicatrices foliares (cicatrices de la caída de las hojas), son inermes y monoicas.  Son originarias del Asia-pacífico desde Tailandia a Papúa.
Es el único género de la subtribu Cyrtostachydinae.

## Taxonomía
El género fue descrito por Carl Ludwig Blume y publicado en Bulletin des Sciences Physiques et Naturelles en Neerlande 1: 66. 1838. La especie tipo es: Cyrtostachys renda Blume
Etimología
Cyrtostachys: nombre genérico que deriva de las palabras griegas: kyrtos = "encorvado", y stachys = "espiga", y alude a la forma arqueada de la inflorescencia. 

## Especies
- Cyrtostachys brassii Burret (1935).
- Cyrtostachys compsoclada Burret (1936).
- Cyrtostachys elegans Burret (1937).
- Cyrtostachys glauca H.E.Moore (1966).
- Cyrtostachys kisu Becc. (1914).
- Cyrtostachys ledermanniana Becc. (1923).
- Cyrtostachys loriae Becc. (1905).
- Cyrtostachys microcarpa Burret (1939).
- Cyrtostachys peekeliana Becc. (1914).
- Cyrtostachys phanerolepis Burret  (1936).
- Cyrtostachys renda Blume (1838).